# Waarneming.nl
Waarneming.nl is een website van Stichting Observation International waarop natuurwaarnemingen in Nederland worden verzameld die door iedereen die een account heeft aangemaakt kunnen worden ingevoerd. Ze zijn vervolgens voor een ieder te raadplegen.
Doel van Waarneming.nl is om een actueel inzicht te geven in de biodiversiteit (rijkdom van de natuur) in Nederland. Daartoe worden door de gebruikers waarnemingen verzameld van vogels, zoogdieren, amfibieën en reptielen, vlinders (dagvlinders in een aparte categorie), libellen, overige geleedpotigen, vissen, weekdieren, paddenstoelen, mossen/korstmossen en planten. Aan deze waarnemingen kunnen foto's of geluiden worden gekoppeld. Waarnemingen buiten Nederland kunnen op een aparte website, Observation.org worden ingevoerd. De waarnemingen zijn voor alle gebruikers gratis raadpleegbaar. Om misbruik zoals stroperij te voorkomen wordt van waarnemingen soms de locatie onzichtbaar gemaakt of worden waarnemingen onder embargo gezet.  De website kreeg landelijke bekendheid in juni 2007 toen grote groepen Vale gieren in België en Nederland verbleven, en via Waarneming.nl door het publiek en de media gevolgd werden.

Logo van Waarneming.nl uit 2008

De belangrijkste Nederlandse partners zijn de Nationale Databank Flora en Fauna (NDFF) en Naturalis Biodiversity Center. Via de NDFF worden waarnemingen gedeeld voor onderzoek, beleid en andere doelstellingen, onder andere aan soortenorganisaties en het Centraal Bureau voor de Statistiek. Met Naturalis wordt onder andere gewerkt aan beeldherkenning, zoals gebruikt in ObsIdentify.
Ook wordt samengewerkt met lokale en regionale natuurwerkgroepen door het beschikbaar stellen van een configureerbare website specifiek voor het werkgebied van de natuurwerkgroep.
Waarneming.nl wordt deels onderhouden door vrijwilligers, de validatoren. Deze zien ook toe op de kwaliteit van de waarnemingen, door commentaar te leveren, navraag te doen en door actieve bijdragen in het forum waar mensen (determinatie)vragen kunnen stellen.

## Werkgroepsschermen
De website is groot geworden door het leveren van op maat gemaakte werkgroepschermen aan werkgroepen en afdelingen van natuurorgansaties in Nederland. Een website van een werkgroep beschikt hierdoor over de mogelijkheid op waarnemingen in haar werkgebied in te voeren op haar website en kan de bezoekers van de website de waargenomen flora en fauna in het werkgebied uit de database van Waarneming.nl tonen. Organisaties waar op landelijk niveau mee samengewerkt wordt zijn de Jeugdbond voor Natuur- en Milieustudie en de Koninklijke Nederlandse Natuurhistorische Vereniging.

## Forum
De website bevat ook een forum waar vragen gesteld kunnen worden over de dieren en planten in Nederland en het buitenland. Het forum is opgesplitst in verschillende dier- en plantgroepen. Voor elke groep zijn deskundigen actief op het forum voor het beantwoorden van vragen. Daarnaast wordt via het forum ondersteuning gegeven aan de gebruikers.

## Waarneming.nl op mobiele apparaten
Waarneming.nl maakte al vroeg gebruik van mobiele applicaties voor PDA's. WnPda en WnSmart (beide voor Windows Mobile) stelden gebruikers in staat om in het veld via internet waarnemingen in te voeren.
Voor moderne telefoons zijn er vier geschikte apps:
- ObsIdentify (iOS en Android)
- Observation (iOS en Android)
- ObsMapp (Android)
- iObs (iOS)

Logo van ObsIdentify

Met deze programma's is het mogelijk waarnemingen in het veld in te voeren op een smartphone en deze later via een internetverbinding te uploaden naar Waarneming.nl, Waarnemingen.be of Observation.org. Bij de invoer van de waarneming worden de gegevens van de locatie en tijd overgenomen van een gps-ontvanger. De locatie die bij de waarneming is opgeslagen bepaalt bij welke site de waarneming wordt toegevoegd. Datum en tijd worden automatisch toegevoegd op basis van de instellingen van de smartphone.

## Professionalisering
Waarneming.nl was oorspronkelijk een hobbyproject van de makers. Het succes van de site zorgt ervoor dat nauwere samenwerking werd gezocht met Stichting Natuurinformatie. Deze stichting verzorgde al vanaf de start de hosting voor de site. In 2006 werd Waarneming.nl een zelfstandige werkgroep van de stichting. Vanaf 2007 neemt de Stichting Natuurinformatie de verantwoordelijkheid voor het groeiende platform met een team van professionals, waaronder de oprichters. Door gestage groei en uitbreiding, ook in het buitenland, wordt in 2015 besloten tot de oprichting van een nieuwe organisatie specifiek voor het platform. De ANBI-stichting Observation International wordt opgericht, en Stichting Natuurinformatie draagt haar verantwoordelijkheden  steeds meer over aan deze nieuwe organisatie. In 2022 wordt deze transitie voltooid, en is de nieuwe stichting volledig verantwoordelijk voor het platform.

## Internationaal
Waarneming.nl is beschikbaar in verschillende talen bijvoorbeeld Fries, Engels, Duits en Frans. Aparte sites zijn in het leven geroepen voor het doorgeven en verzamelen van waarnemingen in België en in de rest van de wereld: Observation.org. In België wordt samengewerkt met Natuurpunt in de Nederlandstalige website Waarnemingen.be en met Natagora in de Franstalige versie Observations.be.